# Нирзинская волость
Ни́рзинская волость или Нирзская волость (латыш. Nirzas pagasts) — одна из двадцати пяти территориальных единиц Лудзенского края Латвии. Находится в центральной части края. Граничит с Пилдинской, Рунденской, Иснаудской, Бригской, Залесской, Лаудерской и Нюкшинской волостями своего края. 
Волостным центром является село Нирза (латыш. Nirza, латг. Nierza)
Расстояние от села Нирза до краевого центра, города Лудза — 23 км.
На территории волости находится озеро Нирзас (латыш. Nirzas ezers).

## Население
По данным переписи населения Латвии 2011 года, из 423 жителей Нирзинской волости латыши составили  79,20 % (335 чел.), русские —  15,37 % (65 чел.), украинцы —  3,07 % (13 чел.), белорусы —  1,65 % (7 чел.). 